# محوى حسين (فرع العدين)

تعديل مصدري - تعديل

محوى حسين محلة تابعة لقرية ضنع، التابعة لعزلة العاقبة بمديرية فرع العدين إحدى مديريات محافظة إب في الجمهورية اليمنية، بلغ تعداد سكانها 39 حسب تعداد اليمن لعام 2004.